# تانتون (ماساچوست)
تانتون(به انگلیسی: Taunton) شهری در شهرستان بریستول ایالت ماساچوست می‌باشد که در سال ۱۶۳۹ بنیان‌گذاری شده‌است. این شهر در سرشماری سال ۲۰۱۰ میلادی، ۵۵٬۸۷۴ نفر جمعیت داشته‌است.